# Chant XIII du Paradis
Le Chant XIII du Paradis est le treizième chant du Paradis de la Divine Comédie du poète florentin Dante Alighieri. Il se déroule dans le ciel du Soleil, où résident les esprits savants ; nous sommes au soir du 13 avril 1300 ou du 30 mars 1300.

## Thèmes et contenus

### Chants et Danses des Bienheureux: versets 1-30
Le poète invite le lecteur à imaginer que les quinze étoiles de première magnitude (selon Ptolémée), puis l'« Ursa Major », et deux étoiles de l'« Ursa Minor » ont été divisées en deux constellations (chacune de douze étoiles), qu'elles sont concentriques et se déplacent en sens inverse l'une de l'autre : le lecteur aura une vague idée des deux couronnes qui dansent et chantent autour de Dante. Lorsque la chanson et la danse se terminent simultanément, les bienheureux se tournent vers Dante.

### Discours de saint Thomas: La Sagesse d'Adam et de Jésus: versets 31-87
Dans le silence, la voix de saint Thomas s'élève. Lui qui, dans le Chant XI, a déjà répondu à un doute suscité chez Dante par les mots U' ben s'impingua se non si veggia (Chant X, verset 96), est sur le point de résoudre l'autre doute, concernant Salomon dont Thomas a dit : a veder tanto non surse 'l secondo (Chant X, verset 114). Dante estime en effet que la sagesse d'Adam et celle de Jésus ne peuvent être surpassées par aucune sagesse humaine. Thomas prédit que Dante tirera de son explication la certitude qu'il n'y a pas de contradiction entre ce qu'il croit et ce que Thomas a dit.
Toute réalité, corruptible et incorruptible est un reflet du Dieu trinitaire ; de Dieu viennent les neuf cieux, et de ceux-ci les influences qui atteignent les éléments les plus bas, c'est-à-dire les réalités contingentes. La matière des choses contingentes et les cieux qui les façonnent ne sont pas toujours dans le même état ; c'est pourquoi l'empreinte divine brille inégalement dans les divers êtres. Par exemple, un arbre peut porter des fruits meilleurs et moins bons, tout comme les hommes naissent avec des tempéraments différents. Si la matière se trouvait dans les conditions les plus favorables et si les cieux étaient au point où ils exercent le mieux leur influence, l'empreinte divine se verrait dans son intégralité ; mais celle-ci est toujours partiellement reflétée par la matière, comme il arrive à l'artiste qui ne parvient pas à traduire son idée dans son œuvre. La pleine perfection de la nature humaine s'est produite à l'origine de la Création, en Adam, et, avec l'Incarnation, en Jésus. La condamnation de Dante est donc correcte.

### La Sagesse de Salomon: versets 88-111
Thomas poursuit en invitant Dante à réfléchir à la condition de Salomon et à la raison qui l'a conduit à demander la sagesse à Dieu. Thomas rappelle qu'en disant « surse », il faisait allusion à la condition royale de Salomon, qui demandait le don de la sagesse non pas à des fins abstraites et théoriques, mais pour pouvoir exercer correctement sa tâche de roi. Car il y a beaucoup de rois, mais peu qui sont vraiment bons. La phrase fait donc référence à la sagesse supérieure de Salomon par rapport aux autres rois, et non en termes absolus.

### Les Erreurs des Jugements Humains: versets 112-142
Après avoir terminé son explication, Thomas exhorte Dante à procéder avec prudence lorsqu'il est confronté à des questions peu claires, en s'abstenant d'affirmations ou de dénégations qui ne tiennent pas compte des distinctions appropriées. Celui qui, sans compétence, va « pêcher » la vérité s'éloigne du rivage non seulement inutilement, mais à son propre détriment. C'est ce qui est arrivé aux anciens Parménide et Mélissos  ainsi qu'aux hérétiques Sabellius et Arius qui ont dénaturé les Écritures en déformant leurs véritables caractéristiques. Que les hommes s'abstiennent de jugements hâtifs, comme ceux qui croient pouvoir juger à l'avance de la valeur de la récolte : les prédictions humaines se révèlent souvent fausses. Et donc que donna Berta et ser Martino, voyant l'un voler et l'autre faire des offrandes, ne croient pas qu'ils peuvent déjà lire le jugement de Dieu : le voleur peut se sauver, l'adorateur peut tomber dans le péché.

## Analyse
Le Chant XIII est consacré à l'explication d'un doute de Dante ; il porte donc une empreinte doctrinale manifeste, renforcée par l'identité du personnage qui assume cette explication, à savoir Thomas d'Aquin qui est l'un des piliers de la formation théologique de Dante, ainsi qu'un maître de la philosophie médiévale connue sous le nom de scolastique. L'argumentation développée dans ce Chant est divisée en trois sections : d'abord, l'opinion sur la sagesse supérieure d'Adam et du Christ, en tant que seuls hommes créés directement par Dieu, est confirmée ; ensuite, il est confirmé que la sagesse de Salomon est supérieure à toutes les autres, mais relative aux rois ; enfin, les hommes sont invités à faire preuve de la plus grande prudence en jugeant avant tout du sort des âmes après la mort.
La majeure partie du chant est dans un registre élevé, avec un recours au lexique typique du langage philosophique (subsistance et acte, puissances, contingences) et aussi à des expressions latines (versets 98 - 100). Tout le raisonnement est ponctué d'expressions qui accompagnent progressivement Dante, et le lecteur, vers la compréhension : Tu credi (verset 37), e però miri (verset 46),  Or apri li occhi (verset 49),  io commendo tua oppinione (verset 85), pensa chi era (verset 92), se ciò ch'io dissi e questo note' (verset 103), vedrai aver solamente respetto (verset 107). Il y a aussi un néologisme, 
s'intrea (verset 57), de formation similaire à s'io m'intuassi, come tu t'inmii (Paradis, IX, 81).
Le registre aigu caractérise également le proème élaboré, dans lequel l'anaphore Imagini...;imagini... ; imagini... ; imagini.... (verset 1-10) ponctue la procédure mentale de recomposition et de décomposition des étoiles (24 au total, à diviser en deux groupes circulaires de 12, à l'image des deux couronnes des bienheureux), à laquelle s'ajoute une comparaison en soi absurde entre le cours très lent du fleuve Chiana et le mouvement très rapide du Primum Mobile. Le proème se termine par une référence savante aux hymnes païens adressés à Bacchus et Apollon (défini Peana c'est-à-dire guérisseur), en contraste avec les hymnes dédiés à la Trinité et à l'Incarnation.
La prédominance du registre aigu ne doit cependant pas nous faire négliger les exemples du registre familier ou même bas (« comique » au sens où Dante entend ce terme), qui émerge dans la métaphore de la paille (verset 34 ), dans les simulations de l'arbre (verset 70-71) et de l'artiste (verset 77-78), et surtout dans la partie finale, animée par un accent polémique, où se détachent des formules comme « Et que ce soit toujours du plomb à tes pieds » (verset 112) et des versets dont l'expressivité reflète des expériences communes (versets 131-138). Le triolet final, avec l'utilisation de noms proverbiaux comme donna Berta et ser Martino, conclut, sous une forme familière et directe, l'invitation à être prudent dans le jugement.